# Вирбиця (Великотирновська область)
Вирби́ця (болг. Върбица) — село у Великотирновській області Болгарії. Входить до складу общини Горішня Оряховиця.

## Населення
За даними перепису населення 2011 року у селі проживали 1070 осіб.
Національний склад населення села:
| Національність   | Кількість осіб | Відсоток |
| ---------------- | -------------- | -------- |
| болгари          | 390            | 65,5%    |
| турки            | 181            | 30,4%    |
| цигани           | 13             | 2,2%     |
| Всього відповіли | 595            |          |

Розподіл населення за віком у 2011 році:
Динаміка населення: